# Bruine rijstvogel
De bruine rijstvogel (Padda fuscata synoniem: Lonchura fuscata) is een zangvogel uit de familie van de prachtvinken (Estrildidae).

## Verspreiding en leefgebied
Deze soort is endemisch op de Kleine Soenda-eilanden.